# Gran Premi Internacional Paredes Rota dos Móveis
El Gran Premi Internacional Paredes Rota dos Móveis (en portuguès Grande Prémio Internacional Paredes Rota dos Móveis) va ser una competició ciclista per etapes que es disputava a la Regió del Nord, a Portugal.
La cursa es disputà entre 2003 i 2009 i algunes edicions van formar part de l'UCI Europa Tour.

## Palmarès
| Any       | Vencedor            | Segon              | Tercer           |
| --------- | ------------------- | ------------------ | ---------------- |
| 2003      | Gustavo Domínguez   | Xavier de la Torre | Élio Norte Sousa |
| 2004-2005 | No disputada        |                    |                  |
| 2006      | Pedro Cardoso       | Tiago Machado      | Sergio Ribeiro   |
| 2007      | David Blanco        | Igor Antón         | Bruno Pires      |
| 2008      | Constantino Zaballa | Ángel Vicioso      | Ricardo Mestre   |
| 2009      | Cândido Barbosa     | David Herrero      | Nuno Ribeiro     |